# تاکومی ناگورا
تاکومی ناگورا (انگلیسی: Takumi Nagura؛ زادهٔ ۳ ژوئن ۱۹۹۸) بازیکن فوتبال اهل ژاپن است.